# Mallanayakanakatte, Mandya
Mallanayakanakatte là một làng thuộc tehsil Mandya, huyện Mandya, bang Karnataka, Ấn Độ.